# ابن عبدالظاهر
عبدالله بن عبدالظاهر جُذامی مصری شهرت‌یافته به ابن عبدالظاهر (۱۲۲۳–۱۲۹۲م) قاری، زبان‌شناس، کاتب و شاعر مصری و رئیس دیوان انشا در دورهٔ مملوکی بود.

او را کاتبی مترسل‌نویس در نامه‌های دیوانی و اخوانی نامیده‌اند که به شیوهٔ قاضی فاضل می‌نگاشت. از آثار اوست «الروضة البهیة الزاهره فی خِطط المُعزّیّه القاهره»، «الألطاف الخفیّة فی السیرة الشریفة السلطانیة الأشرفیة»، «سیرة الملک الظاهر» و «الدر النظیم من ترسّل عبدالرحیم».